# Вембаньяма, Виктор
Ви́ктор Вембанья́ма (фр. Victor Wembanyama; род. 4 января 2004, Ле-Шене) — французский баскетболист, играющий на позициях тяжёлого форварда и центрового. Выступает за клуб «Сан-Антонио Спёрс» и сборную Франции. Первый номер драфта НБА 2023 года. Второй, наравне с Бол Болом, самый высокий действующий игрок НБА (221 см) после Зака Иди (224 см).
Отец Феликс (201 см) — конголезского происхождения, занимался лёгкой атлетикой. Мать Элоди де Фотро (фр. Élodie de Fautereau, 191 см) — бывшая баскетболистка, а ныне тренер. Старшая сестра Эв Вембаньяма (род. 2001) играет в баскетбол, дедушка Мишель де Фотро также был баскетболистом, как и бабушка Мари-Кристин.

## Профессиональная карьера

### «Нантер 92»
29 октября 2019 года Вембаньяма дебютировал в профессиональном баскетболе за клуб «Нантер 92», сыграв 31 секунду в Кубке Европы против «Брешии». В возрасте 15 лет, 9 месяцев и 25 дней, он стал самым молодым игроком в истории Кубка Европы после Стефана Петковича.

### АСВЕЛ
29 июня 2021 года, Виктор Вембаньяма подписал трёхлетний контракт с клубом АСВЕЛ, который выступал в чемпионате Франции и Евролиге. 1 октября он дебютировал в Евролиге в матче против «Жальгирис», проведя на площадке 3 минуты. В конце июня 2022 года покинул клуб.

### «Метрополитан 92»
4 июля 2022 года подписал двухлетний контракт с клубом «Метрополитан 92». В сезоне 2022/2023 чемпионата Франции он считался одним из лучших игроков лиги.
22 апреля 2023 года Вембаньяма официально выставил свою кандидатуру на драфт НБА 2023.

### «Сан-Антонио Спёрс»
В ночь на 23 июня 2023 года «Сан-Антонио Спёрс» выбрал Вембаньяму 1-м пиком на драфте НБА. В клубе Виктор получил 1-й номер. Вембаньяма стал первым французом, выбранным на драфте НБА под первым номером (и вторым европейцем после Андреа Барньяни в 2006 году). Это был третий в истории выбор под первым номером для «Спёрс», ранее они выбирали Дэвида Робинсона в 1987 году и Тима Данкана в 1997 году.
В ночь на 8 июля 2023 года Вембаньяма дебютировал в летней лиге НБА в матче против «Шарлотт Хорнетс». Он набрал 9 очков, 8 подборов, 3 передачи и 5 блок-шотов.

#### Сезон 2023/24
25 октября 2023 года дебютировал в НБА в матче против «Даллас Маверикс» (119—126), набрав 15 очков (включая три трёхочковых попадания), 5 подборов, 2 передачи, 2 блок-шота за 23 минуты. Майка, в которой Вембаньяма сыграл свой первый матч в НБА, была продана в ноябре того же года на аукционе за Sotheby’s за 762 тыс. долларов США. 28 октября сделал первый дабл-дабл — 21 очко и 12 подборов в игре против «Хьюстон Рокетс» (126—122 ОТ). Уже 2 ноября, в своей пятой игре в НБА, набрал 38 очков (15 из 26 попаданий с игры) и сделал 10 подборов в игре против «Финикс Санз» (132—121). 19 ноября в игре против «Мемфис Гризлис» (108—120) набрал 19 очков, сделал 13 подборов и 8 блок-шотов. 26 ноября набрал 22 очка, сделал 11 подборов, 6 перехватов и 4 блок-шота за 25 минут на площадке в игре против «Денвер Наггетс».
8 декабря набрал 21 очко и сделал 20 подборов в игре против «Чикаго Буллз» (112—121). Вембаньяма стал самым юным игроком в истории (19 лет и 338 дней), сделавшим 20+20 в матче НБА. Для «Спёрс» это было 16-е поражение подряд. В следующей игре против «Хьюстон Рокетс» набрал 15 очков и сделал 18 подборов. 13 декабря набрал 30 очков (впервые реализовал 4 трёхочковых за матч НБА), сделал 13 подборов и 6 блок-шотов в игре против «Лейкерс» (119—122). 10 января 2024 года, через неделю после своего 20-летия, впервые сделал трипл-дабл в НБА. В игре против «Детройт Пистонс» (130—108) Вембаньяма за 21 минуту набрал 16 очков и сделал 12 подборов и 10 передач. 12 февраля сделал трипл-дабл в игре против «Торонто Рэпторс» — 27 очков, 14 подборов и 10 блок-шотов. Он стал первым игроком в истории, кто сделал трипл-дабл с 20 очками и 10 блок-шотами менее чем за 30 минут на площадке. Это был первый с 2021 года трипл-дабл в НБА в формате очки-подборы-блок-шоты. 22 февраля набрал 19 очков и сделал 13 подборов, 4 передачи, 5 перехватов и 5 блок-шотов в игре против «Сакраменто» (122—127). На следующий день в игре против «Лейкерс» (118—123) сделал первый в карьере файв-бай-файв в НБА — 27 очков, 10 подборов, 8 передач, 5 перехватов и 5 блок-шотов. Вембаньяма в 20 лет и 1 месяц стал самым молодым игроком в истории НБА, сделавшим файв-бай-файв. Он стал вторым в истории НБА игроком после Майкла Джордана, кто делал по 5 перехватов и блок-шотов в двух матчах подряд. 4 марта набрал 31 очко и сделал 12 подборов, 6 передач и 6 блок-шотов в игре против «Индианы» (117—105). В 7 играх подряд с 22 февраля по 5 марта делал не менее 4 блок-шотов. Вембаньяма стал первым игроком в истории НБА, который набрал не менее 1500 очков, 250 блок-шотов и 100 реализованных трёхочковых бросков за один сезон. Совершая в среднем 3,6 блок-шота за игру, он стал самым молодым игроком (20 лет и 101 день), лидирующим в НБА по этому показателю по итогам сезона. 29 марта набрал 40 очков и сделал 20 подборов и 7 передач в игре против «Нью-Йорк Никс» (130—126 ОТ).
6 мая 2024 года Вембаньяма был назван новичком года НБА, став шестым игроком, который был выбран победителем этой награды единогласно. Он также стал лидером НБА по показателю совершённых блок-шотов как в среднем за игру, так и по общему их количеству в сезоне в своём первом сезоне в Лиге, повторив достижение Мануте Бола. Вембаньяма также занял второе место в голосовании за приз лучшему оборонительному игроку сезона, уступив своему соотечетсвеннику Руди Гоберу. По итогам сезона Вембаньяма был включён в первую сборную всех звёзд защиты НБА и, тем самым, стал самым молодым игроком и первым игроком в истории, который был включён в эту сборную после первого сезона в НБА.

#### Сезон 2024/25
19 октября 2024 года «Сперс» активировали опцию команды в контракте Вембаньямы и продлили игрока до конца сезона 2025/26.
14 ноября 2024 года в игре против «Вашингтон Уизардс» (139—130) Вембаньяма поставил новый рекорд НБА, набрав 50 очков за самый короткий промежуток времени в истории лиги — 26 минут. Также в возрасте 20 лет и 314 дней он стал самым молодым центровым и четвёртым самым молодым баскетболистом НБА, набиравшим 50 очков за матч. 21 декабря Вембаньяма набрал 30 очков и сделал 10 блоков в матче с «Портленд Трэйл Блэйзерс» (114:94). Он стал шестым игроком в истории лиги, набравшим 30 очков и сделавшим 10 блоков в одной игре, среди которых Хаким Оладжьювон (5 раз), Дэвид Робинсон (3 раза), Артис Гилмор, Дуайт Ховард и Карим Абдул-Джаббар. В возрасте 20 лет и 352 дней Вембаньяма стал самым молодым игроком, которому когда-либо удавалось достичь этой отметки, побив предыдущий рекорд Дуайта Ховарда почти на два года. Он стал первым игроком в истории НБА, забросившим четыре 3-очковых броска и сделавшим 10 блоков за игру. Вембаньяма также блокировал в 62 матчах подряд, превзойдя рекорд франшизы (61), установленный Дэвидом Робинсоном. 25 декабря он дебютировал на Рождество, набрав 42 очка, 18 подборов, 4 передачи и 4 блока в матче с «Нью-Йорк Никс» (117:114). Он стал третьим игроком в истории НБА, набравшим 40+ очков и 15+ подборов в рождественской игре, после Уилта Чемберлена (1959 и 1961 гг.) и Николы Йокича (2022 г.). Он также занял третье место по количеству очков для игрока, дебютировавшего в Рождество, после Чемберлена (45) и Трейси Макгрэди (43).
30 января 2025 года Вембаньяма был заявлен в качестве запасного на Матч всех звезд НБА 2025 года, что стало его первым выбором. 20 февраля «Сперс» вывели Вембаньяму из состава до конца сезона после диагностирования у него тромбоза глубоких вен в правом плече. На момент обнаружения заболевания он набирал в среднем 24,3 очка, 11,0 подбора, 3,7 передачи и лидировал в НБА с 3,8 блоками в 46 матчах.

## Сборная Франции
Вембаньяма попал в предварительный состав сборной Франции на Евробаскет-2022, однако не попал на турнир из-за травмы. В октябре 2022 года он был вызван в сборную для участия в ноябрьских квалификационных матчах к чемпионату мира 2023 года.
26 июня 2023 года стало известно, что Вембаньяма принял решение пропустить чемпионат мира 2023 года, который прошёл с 25 августа по 10 сентября.
Вембаньяма был выбран Францией для участия в летних Олимпийских играх 2024 года, которые проходили в его родном Париже. Он набрал 19 очков и сделал 9 подборов в своем олимпийском дебюте в победе над Бразилией. Вембаньяма помог Франции выйти в свой второй подряд финал, после победы в четвертьфинале над Канадой и полуфинале над Германией, в котором они встретились с США. В финале Вембаньяма набрал 26 очков, однако в конце четвертой четверти США вырвались вперед, и Франция осталась с серебряной медалью. После финала Вембаньяма был назван Восходящей звездой турнира, а также вошел в итоговую сборную, набирая 15,8 очка, 9,7 подбора, 3,3 передачи, 2 блока и 1,7 перехвата за игру.

## Статистика

### Статистика в НБА
| Сезон                                                                                    | Команда     | Регулярный сезон | Регулярный сезон | Регулярный сезон | Регулярный сезон | Регулярный сезон | Регулярный сезон | Регулярный сезон | Регулярный сезон | Регулярный сезон | Регулярный сезон | Регулярный сезон | Серия плей-офф | Серия плей-офф | Серия плей-офф | Серия плей-офф | Серия плей-офф | Серия плей-офф | Серия плей-офф | Серия плей-офф | Серия плей-офф | Серия плей-офф | Серия плей-офф |
| Сезон                                                                                    | Команда     | GP               | GS               | MPG              | FG%              | 3P%              | FT%              | RPG              | APG              | SPG              | BPG              | PPG              | GP             | GS             | MPG            | FG%            | 3P%            | FT%            | RPG            | APG            | SPG            | BPG            | PPG            |
| ---------------------------------------------------------------------------------------- | ----------- | ---------------- | ---------------- | ---------------- | ---------------- | ---------------- | ---------------- | ---------------- | ---------------- | ---------------- | ---------------- | ---------------- | -------------- | -------------- | -------------- | -------------- | -------------- | -------------- | -------------- | -------------- | -------------- | -------------- | -------------- |
| 2023/24                                                                                  | Сан-Антонио | 71               | 71               | 29,7             | 46,5             | 32,5             | 79,6             | 10,6             | 3,9              | 1,2              | 3,6              | 21,4             | Не участвовал  | Не участвовал  | Не участвовал  | Не участвовал  | Не участвовал  | Не участвовал  | Не участвовал  | Не участвовал  | Не участвовал  | Не участвовал  | Не участвовал  |
| 2024/25                                                                                  | Сан-Антонио | 46               | 46               | 33,2             | 47,6             | 35,2             | 83,6             | 11,0             | 3,7              | 1,1              | 3,8              | 24,3             | Не участвовал  | Не участвовал  | Не участвовал  | Не участвовал  | Не участвовал  | Не участвовал  | Не участвовал  | Не участвовал  | Не участвовал  | Не участвовал  | Не участвовал  |
|                                                                                          | Всего       | 117              | 117              | 31,1             | 46,9             | 33,9             | 80,9             | 10,8             | 3,8              | 1,2              | 3,7              | 22,5             | Не участвовал  | Не участвовал  | Не участвовал  | Не участвовал  | Не участвовал  | Не участвовал  | Не участвовал  | Не участвовал  | Не участвовал  | Не участвовал  | Не участвовал  |
| Наведите курсор мыши на аббревиатуры в заголовке таблицы, чтобы прочесть их расшифровку. |             |                  |                  |                  |                  |                  |                  |                  |                  |                  |                  |                  |                |                |                |                |                |                |                |                |                |                |                |

### Статистика в других лигах
| Сезон | Команда                     | Лига                         | GP  | GS | MPG  | FG%  | 3P%  | FT%   | RPG  | APG | SPG | BPG | PFL | TOV | PPG  |
| --- | --------------------------- | ---------------------------- | --- | -- | ---- | ---- | ---- | ----- | ---- | --- | --- | --- | --- | --- | ---- |
| 2019/20 | Все клубы                   | Все лиги                     | 19  | 6  | 19,8 | 50,0 | 25,5 | 75,7  | 5,8  | 0,7 | 0,9 | 3,2 | 1,4 | 1,7 | 10,3 |
| 2019/20 | Нантер (мол.)               | Молодёжный чемпионат Франции | 13  | 3  | 20,1 | 52,4 | 28,1 | 70,0  | 4,8  | 0,8 | 0,5 | 2,8 | 1,5 | 1,6 | 10,2 |
| 2019/20 | Нантер (мол.)               | Турнир в Каунасе             | 4   | 3  | 28,2 | 45,1 | 20,0 | 82,4  | 12,0 | 0,8 | 2,8 | 6,0 | 1,0 | 3,0 | 15,8 |
| 2019/20 | Нантер 92                   | Кубок Европы                 | 2   | 0  | 1,6  | -    | -    | -     | 0,0  | 0,0 | 0,0 | 0,0 | 1,0 | 0,0 | 0,0  |
| 2020/21 | Все клубы                   | Все лиги                     | 33  | 20 | 19,1 | 42,1 | 27,2 | 73,7  | 5,9  | 1,0 | 0,6 | 1,5 | 1,8 | 1,4 | 8,3  |
| 2020/21 | Сентре Федерал Ду Баскетбол | NM1                          | 4   | 3  | 25,5 | 37,7 | 15,8 | 100,0 | 6,8  | 1,3 | 0,5 | 3,0 | 3,0 | 2,5 | 11,8 |
| 2020/21 | Нантер (мол.)               | Молодёжный чемпионат Франции | 7   | 7  | 27,3 | 42,7 | 18,5 | 73,3  | 10,7 | 1,6 | 2,0 | 1,9 | 1,4 | 2,7 | 14,0 |
| 2020/21 | Нантер 92                   | Чемпионат Франции            | 18  | 10 | 16,9 | 44,3 | 36,4 | 68,4  | 4,7  | 0,8 | 0,2 | 1,1 | 1,8 | 0,9 | 6,8  |
| 2020/21 | Нантер 92                   | Кубок Европы                 | 4   | 0  | 8,3  | 33,3 | 50,0 | -     | 2,3  | 0,5 | 0,0 | 1,0 | 1,0 | 0,5 | 1,3  |
| 2021/22 | Все клубы                   | Все лиги                     | 33  | 19 | 17,4 | 41,5 | 27,5 | 68,4  | 4,2  | 0,6 | 0,6 | 1,8 | 2,3 | 1,5 | 7,5  |
| 2021/22 | АСВЕЛ                       | Чемпионат Франции            | 20  | 11 | 17,4 | 45,8 | 25,9 | 69,6  | 4,5  | 0,7 | 0,8 | 1,7 | 2,3 | 1,6 | 8,3  |
| 2021/22 | АСВЕЛ                       | Евролига                     | 13  | 8  | 17,5 | 34,8 | 30,3 | 66,7  | 3,8  | 0,5 | 0,4 | 1,9 | 2,2 | 1,3 | 6,5  |
| 2022/23 | Все клубы                   | Все лиги                     | 44  | 44 | 32,2 | 46,8 | 27,2 | 81,8  | 10,3 | 2,4 | 0,8 | 3,0 | 2,1 | 2,9 | 20,9 |
| 2022/23 | Метрополитан 92             | Чемпионат Франции            | 43  | 43 | 32,2 | 46,9 | 27,3 | 82,2  | 10,2 | 2,5 | 0,8 | 3,0 | 2,1 | 2,8 | 20,7 |
| 2022/23 | Метрополитан 92             | Кубок французской лиги       | 1   | 1  | 34,0 | 43,5 | 25,0 | 70,0  | 16,0 | 1,0 | 1,0 | 3,0 | 1,0 | 5,0 | 29,0 |
| Всего | Всего                       | Всего                        | 129 | 89 | 23,3 | 45,3 | 27,1 | 79,1  | 7,0  | 1,3 | 0,7 | 2,3 | 2,0 | 2,0 | 12,7 |
| В Кубке Европы | В Кубке Европы              | В Кубке Европы               | 6   | 0  | 6,0  | 33,3 | 50,0 | -     | 1,5  | 0,3 | 0,0 | 0,7 | 1,0 | 0,3 | 0,8  |
| В чемпионате Франции | В чемпионате Франции        | В чемпионате Франции         | 81  | 64 | 25,1 | 46,4 | 28,3 | 80,4  | 7,5  | 1,7 | 0,7 | 2,2 | 2,1 | 2,1 | 14,5 |
| Наведите курсор мыши на аббревиатуры в заголовке таблицы, чтобы прочесть их расшифровку Статистика приведена с сайта basketball.realgm.com |                             |                              |     |    |      |      |      |       |      |     |     |     |     |     |      |